# Cloreto de n-propila
Cloreto de n-propila (também cloreto de 1-propila ou 1-cloropropano) é um composto químico orgânico incolor e inflamável. Tem a fórmula C3H7Cl e é preparado pela reação de 1-propanol com tricloreto de fósforo na presença de cloreto de zinco como catalisador.